# 山田浩之 (翻訳家)
山田 浩之（やまだ ひろゆき、1966年 - ）は、日本の翻訳家。

## 来歴
兵庫県生まれ。学習院大学文学部仏文科卒。フランス語の翻訳をおこなう。

## 翻訳
- 森の中のアシガン ジャン・カリエール 青山出版社 1996.4
- 太陽の王ラムセス 1-5 クリスチャン・ジャック 吉村作治監修　青山出版社 1997　のち角川文庫
- 光の王妃アンケセナーメン クリスチャン・ジャック 吉村作治監修 青山出版社 1998.1
- ブラック・ファラオ クリスチャン・ジャック 吉村作治監修 青山出版社 1998.7
- 永遠のツタンカーメン 謎のファラオ クリスチャン・ジャック 徳間書店 1999.11
- 光の石 1-4 クリスチャン・ジャック 角川書店 2000-01　「光の石の伝説」角川文庫
- なぜ牛は狂ったのか マクシム・シュワルツ 山内一也監修 南條郁子共訳 紀伊國屋書店 2002.5
- 自由の王妃アアヘテプ物語 1-3 クリスチャン・ジャック 2003-04 角川文庫
- 偽薬のミステリー パトリック・ルモワンヌ 小野克彦共訳 紀伊國屋書店 2005.8
- 時間(とき)を超えて マルク・レヴィ PHP研究所 2009.5
- 世界の使い方 ニコラ・ブーヴィエ 英治出版 2011.8